# Atmosfera barotropica

Stratificazione di un fluido barotropico in pressione e densità

In meteorologia, un'atmosfera barotropica è quella in cui la pressione dipende solo dalla densità e viceversa, in modo che superfici isobariche (superfici di pressione costante) siano anche superfici isopicniche (superfici a densità costante). Le superfici isobariche saranno anche superfici isotermiche (dall'equazione vento termico), quindi il vento geostrofico risulta indipendente dall'altezza. Di conseguenza, i movimenti di una massa d'aria barotropica rotante o di un fluido risultano fortemente limitati.

## Descrizione
Un flusso barotropico è una generalizzazione dell'atmosfera barotropica sopra descritta: è un flusso in cui la pressione è esclusivamente funzione della densità e viceversa. In altre parole, si tratta di un flusso in cui le superfici isobariche sono superfici isopicniche e viceversa. Si può avere un flusso barotropico con un liquido non barotropico, ma un fluido barotropico deve sempre seguire un flusso barotropico. Esempi sono strati barotropici degli oceani, un gas ideale isotermo o un gas ideale isoentropico.
Fluidi barotropici sono anche importanti fluidi idealizzati in astrofisica, come ad esempio quelli utilizzati nello studio degli interni stellari o del mezzo interstellare. Una classe comune di modelli barotropici utilizzati in astrofisica è rappresentata dai fluidi politropici. In genere l'assunzione barotropica non è molto realistica. L'atmosfera barotropica è l'esatto contrario dell'atmosfera baroclina. In particolare, per un fluido barotropico o un flusso barotropico (come un'atmosfera barotropica) il vettore baroclino è sempre nullo.